# كيم يونغ-بن
كيم يونغ-بن (هانغل: 김영빈) هو لاعب كرة قدم كوري جنوبي في مركز الدفاع، ولد في 20 سبتمبر 1991 في كوريا الجنوبية. لعب مع نادي غوانغجو.

## وصلات خارجية
- كيم يونغ-بن على موقع دوري كوريا الجنوبية (الإنجليزية)
- كيم يونغ-بن على موقع قاعدة بيانات كرة القدم.إي يو (الإنجليزية)
- كيم يونغ-بن على موقع ناشيونال فوتبول تيمز (الإنجليزية)
- كيم يونغ-بن على موقع Soccerway.com (الإنجليزية)